# Repertoriul Arheologic Național
Repertoriul Arheologic Național (RAN) al României a fost instituit prin Ordonanța Guvernului nr. 43/2000 privind protecția patrimoniului arheologic și declararea unor situri arheologice ca zone de interes național și prin OMCC nr. 2458 din  21.10.2004 privind Regulamentul Repertoriului Arheologic Național 
Repertoriul Arheologic Național, administrat de Ministerul Culturii prin Institutul Național al Patrimoniului, cuprinde date științifice, cartografice, topografice, imagini și planuri, precum și orice alte informații privitoare la:
- a) zonele cu potențial arheologic cunoscut și cercetat, zonele cu potențial arheologic cunoscut și necercetat, precum și zonele al căror potențial arheologic devine cunoscut întâmplător sau ca urmare a cercetărilor arheologice preventive sau de salvare;
- b) monumentele, ansamblurile și siturile istorice în care s-au efectuat sau sunt în curs de desfășurare cercetări arheologice;
- c) informații științifice privind bunurile mobile descoperite în zonele sau la monumentele istorice prevăzute la lit. a) și b).
- d) situri arheologice distruse sau dispărute.

Fiecărui sit arheologic înregistrat în Repertoriul Arheologic Național i se asociază un cod RAN. 
Repertoriul Arheologic Național este o modalitate de gestiune științifică care permite realizarea unei inventarieri generale și
vizualizarea geografică și cartografică a informațiilor colectate în scopul gestionării, protecției și punerii în valoare a patrimoniului arheologic.  
Scopul Repertoriului Arheologic Național este de a localiza și de a evalua cât mai precis patrimoniul arheologic cunoscut, de a evalua zonele în care patrimoniul este amenințat de factori de risc și de a repera noi situri arheologice.  
Ca urmare a protecției speciale a siturilor arheologice înscrise în Repertoriul Arheologic Național, proprietarii sau arendașii, persoane fizice ori juridice de drept privat, sunt îndreptățiți la plata unor despăgubiri pentru veniturile agricole nerealizate pentru terenurile care fac obiectul săpăturilor arheologice pentru perioada în care se desfășoară acestea, în cuantumurile și în condițiile stabilite prin metodologia aprobată prin hotărâre a Guvernului.

## Liste de situri arheologice din RAN
- Lista siturilor arheologice din județul Alba
- Lista siturilor arheologice din județul Arad
- Lista siturilor arheologice din județul Argeș
- Lista siturilor arheologice din județul Bacău
- Lista siturilor arheologice din județul Bihor
- Lista siturilor arheologice din județul Bistrița-Năsăud
- Lista siturilor arheologice din județul Botoșani
- Lista siturilor arheologice din județul Brașov
- Lista siturilor arheologice din județul Brăila
- Lista siturilor arheologice din județul Buzău
- Lista siturilor arheologice din județul Caraș-Severin
- Lista siturilor arheologice din județul Călărași
- Lista siturilor arheologice din județul Cluj
- Lista siturilor arheologice din județul Constanța
- Lista siturilor arheologice din județul Covasna
- Lista siturilor arheologice din județul Dâmbovița
- Lista siturilor arheologice din județul Dolj
- Lista siturilor arheologice din județul Galați
- Lista siturilor arheologice din județul Giurgiu
- Lista siturilor arheologice din județul Gorj
- Lista siturilor arheologice din județul Harghita
- Lista siturilor arheologice din județul Hunedoara
- Lista siturilor arheologice din județul Ialomița
- Lista siturilor arheologice din județul Iași
- Lista siturilor arheologice din județul Ilfov
- Lista siturilor arheologice din județul Maramureș
- Lista siturilor arheologice din județul Mehedinți
- Lista siturilor arheologice din județul Mureș
- Lista siturilor arheologice din județul Neamț
- Lista siturilor arheologice din județul Olt
- Lista siturilor arheologice din județul Prahova
- Lista siturilor arheologice din județul Satu Mare
- Lista siturilor arheologice din județul Sălaj
- Lista siturilor arheologice din județul Sibiu
- Lista siturilor arheologice din județul Suceava
- Lista siturilor arheologice din județul Teleorman
- Lista siturilor arheologice din județul Timiș
- Lista siturilor arheologice din județul Tulcea
- Lista siturilor arheologice din județul Vaslui
- Lista siturilor arheologice din județul Vâlcea
- Lista siturilor arheologice din județul Vrancea

## Legături externe
- Ran Cimec ro

- patrimoniu.ro, e-patrimoniu.ro - Institutul Național al Patrimoniului